# FM-7
L'FM-7 (Fujitsu Micro 7) è un home computer messo in commercio nel 1982 in Giappone.
Il Fujitsu FM-7 è stato il mezzo con cui Fujitsu è entrata nel mercato giapponese degli home computer. Era una versione ridotta del computer FM-8. Per questo debutto fu scelto un personal computer basato sul 6809 molto simile al RadioShack TRS-80 Color Computer.

## Hardware
- Due MC 68B09 a 2 MHz: uno fungeva da CPU e l'altro da processore grafico.
- Risoluzione dello schermo: 640×200, 8 colori.
- Memoria:
  - 40 kB ROM
  - 64 kB RAM
- Sonoro:
  - generatore sonoro programmabile a 3 canali AY-3-8910)
  - altoparlante incorporato montato presso la parte superiore dell'unità.
- Interfacce: EIA RS-232, porta per il monitor, porta Centronics, slot di espansione.
- Media: 5.25" floppy disk
- Sistema operativo: OS-9, (compatibile con il TRS-80 Color Computer)[1]
- Tre slot per inserire schede opzionali, tra cui per esempio una CPU Zilog Z80 o porte EIA RS-232 addizionali
- Tastiera completa, con tasti che supportavano funzioni multiple (fino a 5 funzioni, dipendentemente se il tasto SHIFT/KANA/GRAPH/ecc. era premuto).
- 10 tasti-funzioni in cima, preprogrammati con scorciatoie (LIST, etc).
- Tastierino numerico (sulla destra) e tasti per il controllo del cursore (in alto a destra).

## F-BASIC
L'incluso "F-BASIC" è una versione migliorata del Color BASIC della Microsoft. Le aggiunte al F-BASIC rispetto allo standard CoCo BASIC della Microsoft includono il set di caratteri Giapponese (caratteri katakana ed alcuni kanji), grafica a blocchi, musica a tre voci, la capacità di avere la grafica già nella schermata in formato testo di default ed alcuni comandi interessanti come per esempio essere capaci di stampare qualsiasi stringa in diverse dimensioni (da minuscolo "tiny" a gigante "huge") e direzioni (in avanti, all'indietro, verso l'alto, verso il basso, ecc...).
Mentre ci sono una moltitudine di nuovi comandi sull'FM-7 che non si trovano nel CoCo BASIC della Microsoft, vale la pena sottolineare che i comandi che sono presenti su entrambe le macchine operano esattamente nella stessa maniera. Sia la Microsoft che Fujitsu condividono il copyright del BASIC. Ci sono anche stringhe per ora (TIME$) e data (DATE$), che accedono ad una temporaneo orologio interno; purtroppo una volta spenta la macchina data e ora vanno perse.
Mentre il comando 'EDIT' del BASIC si comporta nello stesso modo che sul Radio Shack CoCo, la posizione del cursore è importante sull'FM-7: c'è un piccolo tastierino nella parte in alto a destra della tastiera con tasti per il controllo del cursore (frecce, INSERT (inserisci) & DELETE  (cancella)). Dovunque si decida di posizionare il cursore, esso si muoverà dove deciso, e condizionerà qualunque cosa passi sotto di esso.

## Modelli
Sono stati prodotti diversi modelli del computer:
- 1982 — FM7: M68B09, ram 64kb, rom 48kb, vram 48kb,  640×200, 8 colori
- 1984 — FM New7: M68B09 memoria integrata e componenti LSI (riduzione prezzo) ma funzionalità identiche all'FM-7
- 1984 — FM77: M68B09E, ram 64kb (max256kb), vram 48kb
- 1985 — FM77L2, M68B09E
- 1985 — FM77L4, M68B09E
- 1985 — FM77AV: M68B09E, ram 128kb (max 192kb), rom 48kb, vram 96kb, 640x200 (2 colori), 320x200 (4096 colori), 4096 colori, 1(AV-1) o 2(AV-2) floppy 3.5" 320kb
- 1986 — FM77AV20: M68B09E, come l'FM77AV ma: floppy da 640kb
- 1986 — FM77AV40: M68B09E, come l'FM77AV20 ma: ram 192kb (max 448kb), vram 144kb per supportare 320x200 (262144 colori),640x400 (8 colori)
- 1987 — FM77AV20EX: M68B09E, ram 128kb (max 192kb), vram 96kb,
- 1987 — FM77AV40EX: M68B09E, ram 192kb (max 448kb), vram 144kb, 640x400
- 1988 — FM77AV40SX: M68B09E, ram 192kb (max 448kb), vram 144kb